# Matthieu Croissandeau
Matthieu Croissandeau, né en août 1971, est un journaliste français. Il officie actuellement sur la chaîne T18 où il anime Pour tout dire, un talk-show d’actualité.

## Biographie

### De 1997 à 2011
Il est le fils d’un rédacteur en chef de Le Monde de l’éducation et d’une professeure, a grandi à Paris et été scolarisé au lycée Fénelon dans le 6ème arrondissement. Il a une soeur ingénieure agronome et une autre qui travaille pour le groupe LVMH.
Diplômé du Centre de formation des journalistes (CFJ) de Paris (promotion 1996), Matthieu Croissandeau est journaliste au Nouvel Observateur où, de 1997 à 2003, il est reporter au service économie, de 2003 à 2006 rédacteur en chef du service Notre Époque, de 2006 à 2011 rédacteur en chef adjoint du service politique et parallèlement responsable de la rubrique Téléphone rouge,.
En avril 2011, il est nommé rédacteur en chef de la section politique du quotidien Le Parisien.
Pendant la période des primaires socialistes de 2011, il est l'un des quatre journalistes politiques à animer le débat médiatique entre les six candidats dans la course. Durant l'élection présidentielle française de 2012, il est à l'origine de la fuite dans les médias de l'expression « sale mec » que François Hollande a utilisée pour qualifier son adversaire Nicolas Sarkozy.

### De 2012 à 2015
En septembre 2013, il rejoint l'émission 28 minutes diffusée sur Arte à laquelle il participe tous les mardis, en tant que co-interviewer aux côtés de la présentatrice Elisabeth Quin et de Nadia Daam.
En avril 2014, il est élu directeur du Nouvel Observateur en remplacement de Laurent Joffrin. En avril 2015, L'Obs gagne le prix des magazines de l'année, remis par le Syndicat des éditeurs de presse magazine.

### Depuis 2016
En avril 2016, Matthieu Croissandeau annonce que L'Obs accuse encore un déficit de 1,7 à 1,8 million d'euros, après avoir perdu 13 % de sa diffusion en 2015, mais qu'il « fait tout » pour qu'il soit à l'équilibre en 2016. En mai 2016, il prend la décision de licencier ses deux adjoints, Aude Lancelin et Pascal Riché. Une motion de défiance est alors votée à 80 % par les salariés de L'Obs contre sa stratégie. Une pétition d'une quarantaine d'intellectuels soutient Aude Lancelin dans Libération en invoquant des motifs politiques, ce que dément Matthieu Croissandeau qui évoque des questions de management et d'organisation interne.
Le 12 janvier 2017, il anime avec Gilles Bouleau et Élizabeth Martichoux le premier débat de la primaire présidentielle de la Belle Alliance populaire, opposant les sept candidats, organisé par TF1, RTL et L'Obs.
En janvier 2018, plusieurs journaux indiquent que la couverture de L'Obs ayant pour but d’illustrer un dossier dénonçant une politique migratoire oppressive en France risque de lui coûter sa place de directeur de la rédaction. Quelques semaines plus tard, Matthieu Croissandeau est remplacé à la direction de la rédaction par Dominique Nora.
En mai 2018 il est nommé directeur éditorial du groupe luxembourgeois Maison Moderne
À la rentrée de septembre 2020, il rejoint BFM TV et remplace Christophe Barbier à la présentation de la chronique politique dans la matinale Première édition (6 h - 8 h 30).
Il quitte BFM TV fin avril 2025 pour rejoindre T18, une nouvelle chaîne lancée le 6 juin 2025 sur la TNT pour présenter l'émission de débat quotidienne Pour tout dire, diffusé en seconde partie de soirée .